# Ludovicus Hamerster Ameshoff
Ludovicus Hamerster (Louis) Ameshoff (Amsterdam, 1781 - 1842) was een Nederlands koopman, bestuurder en politicus.
Hij werd geboren uit een deftig en bemiddeld geslacht. Hij genoot een goede maar niet geletterde opvoeding en heeft zichzelf op dat terrein zelf ontwikkeld. Vanaf 1827 was hij lid van de Maatschappij der Nederlandse Letterkunde.
Van 1818 tot zijn dood in 1842 was hij regent van 't Hooftshofje in Den Haag. Na het overlijden van mr J. Goll van Franckenstein werd hij in 1821 benoemd tot lid van de raad van bestuur van de Koninklijke Academie van Beeldende Kunsten. Hij was oprichter en bestuurslid van het Genootschap tot zedelijke verbetering der gevangenen.
Hij overleed op 61-jarige leeftijd. Zijn boeken werden enkele weken later geveild. Zijn verzameling tekeningen van Amsterdam werden verkocht aan Louis Splitgerber, waarmee de de basis werd gelegd van de hedendaagse Collectie Splitgerber.